# 가나구치 노조무
가나구치 노조무(일본어: 金口 望, 1981년 9월 8일 ~ )는 일본의 전 축구 선수이다.

## 구단 경력
과거 미토 홀리호크에서 활동하였다.